# BBC年度體壇風雲人物最佳教練獎
BBC年度體壇風雲人物最佳教練獎（英語：BBC Sports Personality of the Year Coach Award）是每年12月英国广播公司於其舉辦的BBC年度體壇風雲人物頒獎禮上頒發的獎項，得獎者均為當年對英國體育作出最重要貢獻的教練。獎項花落誰家是由30多名體育記者組成的評審團決定。每位評審會投票選出他們心目中的前兩名教練，其中第一名得2分、第二名得1分，總分最高者即為獎項得主。如果得分相同，則由最多小組成員選擇的第一人選勝出；但假如最終結果是平局，則屬共同獲獎。
獎項於1999年首次頒發，獲獎者是曼徹斯特聯足球俱樂部（曼聯）主教練亚历克斯·弗格森。自獎項頒發至今，已有十名足球教練獲獎。丹尼爾·安德森是南半球唯一的獲獎者，頒獎時他正身處祖國澳洲，因此由當時聖海倫斯隊長保羅·斯克爾索普代領。2007年，恩佐·卡爾扎格成為首位指導個人而非團體的得獎教練。2022年獲獎的最新得主是英格蘭女子足球代表隊主帥萨里娜·维格曼，她也是首位獲得此獎的女性。

## 得主

### 按年排序

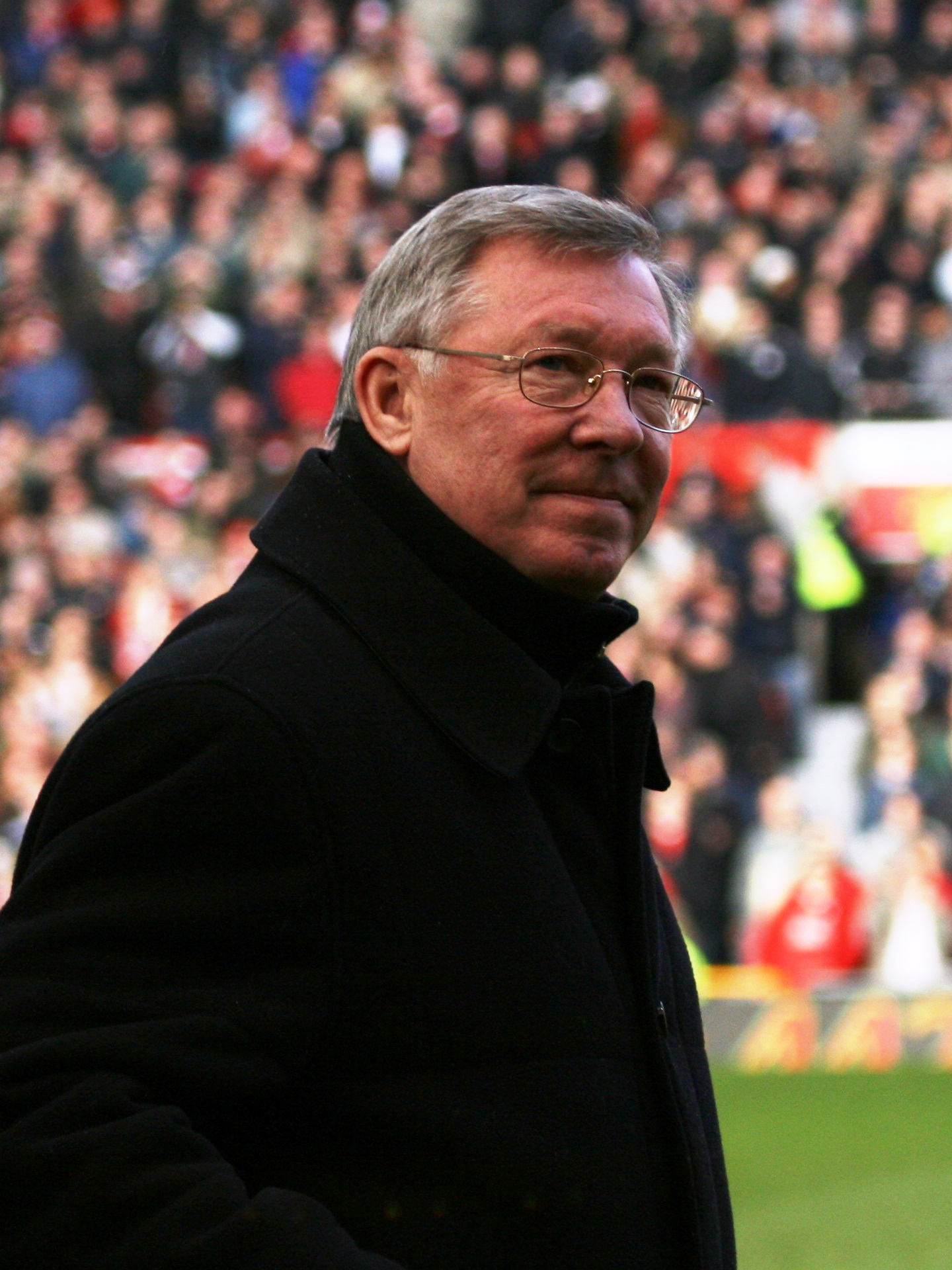
亚历克斯·弗格森是首屆得主

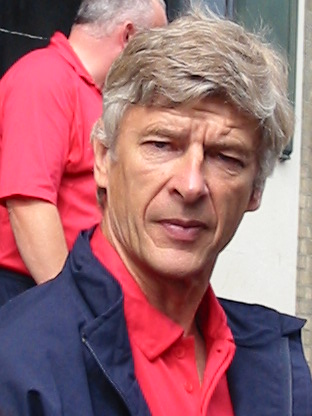
阿尔塞纳·温格在2002年和2004年獲頒此獎，是首位兩度得獎的教練

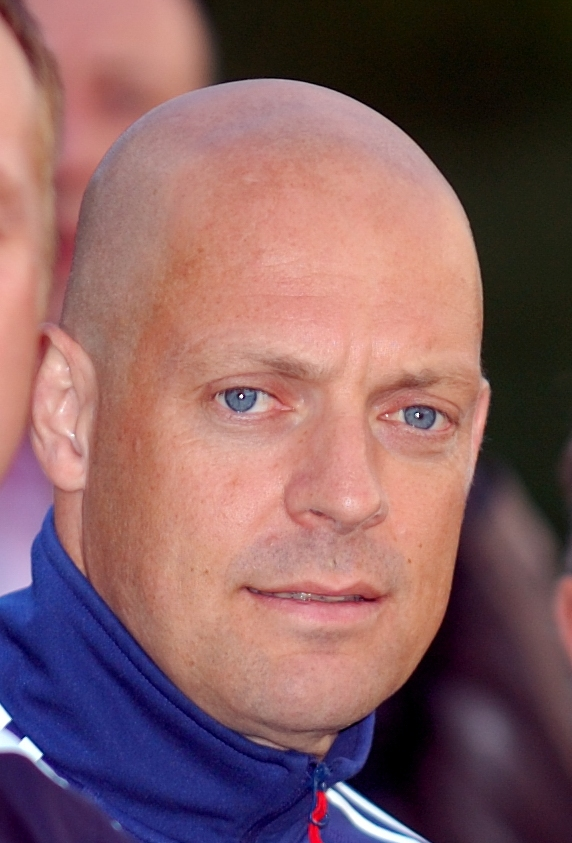
戴夫·布萊爾斯福德分別在2008年和2012年指導奧運會代表團和英力士車隊，並取得極大成果，因而獲獎

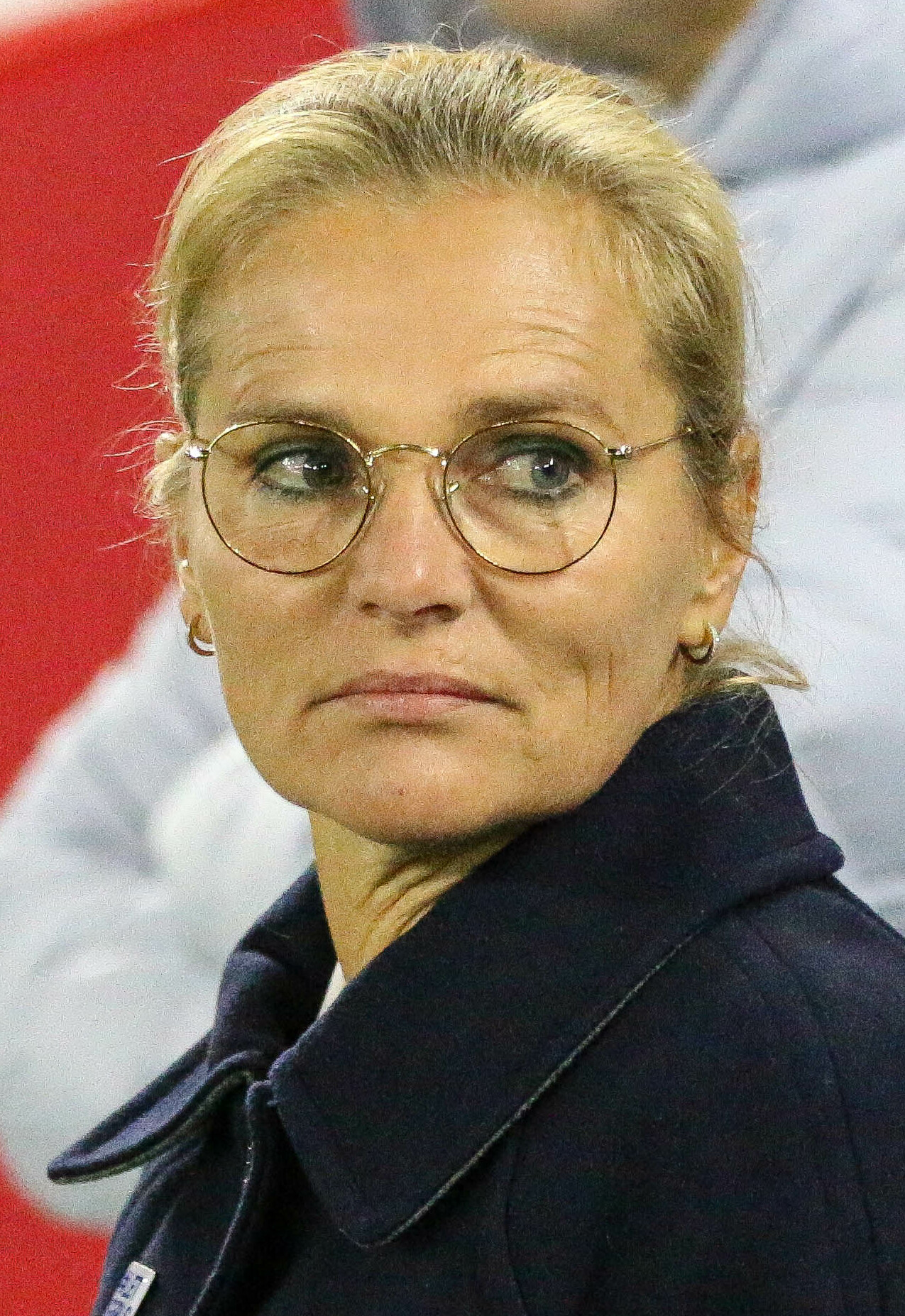
萨里娜·维格曼是2022年得主，也是首位得獎女性

| 年份 | 國籍              | 得主                                                        | 運動類別     | 指導團隊／個人           | 獲獎原因 | 參考          |
| ---- | ----------------- | ----------------------------------------------------------- | ------------ | ------------------------ | --- | ------------- |
| 1999 | 苏格兰            | 亚历克斯·弗格森                                             | 足球         | 曼聯                     | 帶領曼聯成為首支奪得英超、足總盃、歐冠盃的「三冠王」。                                                                   | [ 4 ] [ 5 ]   |
| 2000 | 德国              | 尤爾根·葛柏勒                                               | 赛艇         | 奧運會代表團             | 指導詹姆斯·克拉克内尔、史蒂夫·雷德格雷夫、蒂姆·福斯特、马修·平森特在奧運會四人單槳無舵艇比賽中獲得金牌。                 | [ 6 ]         |
| 2001 | 瑞典              | 斯文·約蘭·艾歷臣                                            | 足球         | 英格蘭足球代表隊         | 帶領英格蘭隊在世界杯外圍賽歐洲第9組以5-1擊敗德國隊，在該小組以首名晉級決賽週。                                           | [ 7 ] [ 8 ]   |
| 2002 | 法國              | 阿尔塞纳·温格（第1次）                                      | 足球         | 阿仙奴                   | 帶領阿仙奴勝出英超和足總盃冠軍，成為雙料冠軍。                                                                           | [ 9 ] [ 10 ]  |
| 2003 | 英格兰            | 克萊夫·伍德沃德                                             | 橄欖球       | 英格蘭欖球代表隊         | 帶領球隊在澳洲勝出大名鼎鼎的世界杯利世界盃橄欖球賽。                                                                     | [ 11 ] [ 12 ] |
| 2004 | 法國              | 阿尔塞纳·温格（第2次）                                      | 足球         | 阿仙奴                   | 帶領阿仙奴三度贏得英超冠軍，在整個賽季保持不敗神話。                                                                     | [ 13 ] [ 14 ] |
| 2005 | 葡萄牙            | 若泽·穆里尼奥                                               | 足球         | 車路士                   | 在他的帶領下，車路士在首個賽季便奪得50年來的首個冠軍。                                                                   | [ 15 ] [ 16 ] |
| 2006 |                   | 丹尼爾·安德森                                               | 聯盟式橄欖球 | 聖海倫斯                 | 帶領球隊先後勝出挑戰杯、小型聯賽、聯賽總決賽。                                                                           | [ 2 ] [ 17 ]  |
| 2007 | 義大利            | 恩佐·卡爾扎格                                               | 拳击         | 乔·卡尔扎合              | 在他的訓練下，威爾斯拳擊運動員乔·卡尔扎合取得44場不敗戰績，並連續十年保有世界拳擊組織世界拳王頭銜。                      | [ 18 ] [ 19 ] |
| 2008 |                   | 戴夫·布萊爾斯福德（第1次）                                  | 自行車       | 奧運會代表團             | 帶領自行車隊在北京夏奧勇奪14枚獎牌，當中包括8枚金牌。                                                                    | [ 20 ] [ 21 ] |
| 2009 | 義大利            | 法比奥·卡佩罗                                               | 足球         | 英格蘭足球代表隊         | 指導英格蘭隊在南非世界杯外圍賽中取得9場令人印象深刻的勝利。                                                              | [ 22 ]        |
| 2010 | 苏格兰            | 柯林·蒙哥馬利                                               | 高爾夫球     | 萊德杯歐洲隊             | 帶領歐洲隊於2010年萊德杯奪冠。                                                                                           | [ 23 ]        |
| 2011 | 辛巴威            | 安迪·弗洛威爾                                               | 板球         | 英格蘭板球隊             | 帶領英格蘭隊在灰烬杯中取得勝利並登上國際板球理事會（ICC）對抗賽排名榜首。                                                | [ 24 ]        |
| 2012 |                   | 戴夫·布萊爾斯福德（第2次）                                  | 自行車       | 奧運會代表團／英力士車隊 | 帶領自行車隊在倫敦奧運奪得12枚獎牌，當中包括8枚金牌。另外，英國單車運動員布拉德利·威金斯也在他的指導下贏得環法自行車賽。 | [ 25 ]        |
| 2013 | 新西兰            | 瓦倫·加特蘭                                                 | 橄欖球       | ／ 英愛之獅              | 帶領英愛之獅以2-1戰勝澳洲隊，是自1997年以來的首場系列賽勝利。                                                            | [ 26 ]        |
| 2014 | 愛爾蘭            | 保羅·麥金利                                                 | 高爾夫球     | 萊德杯歐洲隊             | 帶領歐洲隊於2014年萊德杯奪冠。                                                                                           | [ 27 ]        |
| 2015 | 北爱尔兰          | 米高·奧尼爾                                                 | 足球         | 北愛爾蘭足球代表隊       | 帶領北愛爾蘭獲得2016年歐洲足球錦標賽參賽資格，這也是該國30年來首次參加重要決賽。                                         | [ 28 ]        |
| 2016 | 義大利            | 克劳迪奥·拉涅利                                             | 足球         | 李斯特城                 | 帶領李斯特城首度奪得2015年至2016年英格蘭足球超級聯賽冠軍。季前，英國博彩公司普遍將李斯特城奪冠賠率定於1賠5000。          | [ 29 ]        |
| 2017 | 瑞典／ 北爱尔兰／ | 本克·布洛姆奎斯特（Benke Blomkvist） 斯蒂芬·馬奎爾（Stephen Maguire） 克里斯蒂安·馬爾科姆 | 田径         | 英國田徑短跑接力隊       | 三人擔任英國田徑接力隊教練。在2017年世界田徑錦標賽上，全部接力隊均獲得獎牌，其中在男子4×100米接力賽跑中更勇奪金牌。      | [ 30 ] [ 31 ] |
| 2018 | 英格兰            | 加雷斯·索斯盖特（第1次）                                    | 足球         | 英格蘭足球代表隊         | 帶領英格蘭代表隊進入2018年國際足協世界盃決賽，是自1990年以來首次。                                                       | [ 32 ]        |
| 2019 | 英格兰            | 約翰·布萊基（John Blackie）                                             | 田径         | 迪娜·阿舍-史密斯         | 指導迪娜·阿舍-史密斯在2019年世界田徑錦標賽上奪得200米賽事金牌。                                                          | [ 33 ]        |
| 2020 | 德国              | 尤尔根·克洛普                                               | 足球         | 利物浦                   | 帶領利物浦奪得2019年至2020年英格蘭足球超級聯賽冠軍，這也是該球會30多年來首個頂級聯賽冠軍。                               | [ 34 ]        |
| 2021 | 英格兰            | 加雷斯·索斯盖特（第2次）                                    | 足球         | 英格蘭男子足球代表隊     | 帶領英格蘭男子足球代表隊在温布利球场打進2020年歐洲足球錦標賽，結束該國自1966年國際足協世界盃以來長達55年的決賽之旅。     | [ 35 ]        |
| 2022 | 荷蘭              | 萨里娜·维格曼                                               | 足球         | 英格蘭女子足球代表隊     | 帶領英格蘭女子足球代表隊在2022年歐洲女子足球錦標賽奪冠，這也是英格蘭女足獲得的首座重要獎盃。                             | [ 3 ]         |

### 按國籍排序
本表根據出生地原則列出了各國獲得的獎項總數。
| 國籍     | 獲獎次數 |
| -------- | -------- |
| 英格兰   | 3        |
| 義大利   | 3        |
|          | 3        |
| 法國     | 2        |
| 德国     | 2        |
| 北爱尔兰 | 2        |
| 苏格兰   | 2        |
| 瑞典     | 2        |
|          | 1        |
| 愛爾蘭   | 1        |
| 荷蘭     | 1        |
| 新西兰   | 1        |
| 葡萄牙   | 1        |
| 辛巴威   | 1        |

### 按運動種類排序
本表根據教練的體育專業來列出各項運動的獲獎數。
| 運動種類     | 獲獎次數 |
| ------------ | -------- |
| 足球         | 10       |
| 田径         | 2        |
| 自行車       | 2        |
| 高爾夫球     | 2        |
| 橄欖球       | 2        |
| 拳击         | 1        |
| 板球         | 1        |
| 赛艇         | 1        |
| 聯盟式橄欖球 | 1        |